# PulteGroup
PulteGroup, Inc. ist ein US-amerikanisches Bauunternehmen, das sich auf den Bau von privaten Eigenheimen spezialisiert hat. PulteGroup ist eines der umsatzstärksten Unternehmen in den Vereinigten Staaten und ist Teil der Fortune 500-Liste. Nach eigenen Angaben errichtete das Unternehmen seit seiner Gründung rund 750.000 Eigenheime in den gesamten Vereinigten Staaten.
Im Alter von 18 Jahren begann Unternehmensgründer William Pulte 1950 zusammen mit Schulfreunden einen Bungalow mit fünf Räumen in der Nähe von Detroit zu errichten. Diesen verkauften sie später zu einem Preis von 10.000 Dollar. Hieraus entwickelte sich eine Geschäftsidee, für die 1956 das Unternehmen William J. Pulte, Inc. gegründet wurde. Bis 1968 weitete William Pulte seinen Geschäftsbereich auf weitere Metropolregionen wie Washington D.C., Chicago und Atlanta aus. Im Jahr 1969 wurde ein Börsengang vollzogen. In den nachfolgenden Jahrzehnten expandierte das Unternehmen, auch durch Unternehmenszukäufe, in andere US-Bundesstaaten und nach Puerto Rico.